# Waldemar Moska
Waldemar Moska (ur. 29 czerwca 1962 w Wejherowie) – polski specjalista w zakresie organizacji kultury fizycznej, historyk sportu, nauczyciel akademicki, w latach 2010–2020 rektor Akademii Wychowania Fizycznego i Sportu im. Jędrzeja Śniadeckiego w Gdańsku.

## Życiorys
W 1985 ukończył studia na Akademii Wychowania Fizycznego im. Jędrzeja Śniadeckiego w Gdańsku. Doktoryzował się w 1995 na uczelni macierzystej w oparciu o pracę pt. Propozycje optymalnych rozwiązań organizacyjnych w polskim sporcie w oparciu o retrospekcje historyczne i współczesny model zagraniczny. Stopień naukowy doktora habilitowanego uzyskał w 2007 na podstawie rozprawy: Metodyczne i organizacyjne aspekty rozwoju sportu w latach 1945–2005.
Po uzyskaniu magisterium podjął pracę na uczelni macierzystej, przekształconej w 2001 w Akademię Wychowania Fizycznego i Sportu. W 2008 objął kierownictwo Zakładu Historii i Organizacji Kultury Fizycznej. W tym samym roku został dziekanem Wydziału Turystyki i Rekreacji. 10 września 2010 wybrany na rektora AWFiS w miejsce odwołanego przez minister Barbarę Kudrycką Tadeusza Hucińskiego. W 2012 i 2016 uzyskał reelekcję na zajmowane stanowisko. W październiku 2019 zrezygnował z tego stanowiska, jednak powrócił na nie miesiąc później. Decyzją Ministra Nauki Jarosława Gowina Waldemar Moska zakończył pełnienie funkcji Rektora 30 marca 2020.
Uzyskał uprawnienia trenera II klasy w piłce siatkowej i tenisie stołowym. W latach 90. prowadził występującą w ekstraklasie sekcję tenisa stołowego klubu AZS-AWFiS Gdańsk. Ponadto był wiceprezesem Pomorskiego Związku Tenisa Stołowego. W latach 2005–2007 pracował ze sportowcami niepełnosprawnymi w stowarzyszeniu „Szansa-Start” w Gdańsku.